# Ага-хан I
Ага́-ха́н I (перс. آغا خان اوّل‎‎, имя при рождении — Хаса́н Али́-ша́х حسن علی شاه‎; 1800, Кахак, Центральный остан — 1881, Бомбей, Британская Индия) — 46-й имам исмаилитов-низаритов и первый Ага-хан.

## Биография

### Ранняя жизнь и семья
Хасан Али-шах родился в 1804 году в городе Кахаке в Персии в семье шаха Халилуллаха III, 45-го исмаилитского имама, и Биби Саркары, дочери Мухаммада Садика Мехеллати, поэта и члена суфийского тариката Ни'матуллахи. Шах Халилуллах переехал в Йезд в 1815 году, вероятно, из-за беспокойства о своих индийских последователях, которые обычно ездили в Персию, чтобы повидаться со своим имамом, и для которых Йезд был гораздо ближе и безопаснее, чем Кахак. Тем временем его жена и дети (включая Хасана Али) продолжали жить в Кахаке за счёт доходов, полученных от семейных владений в Мехеллате. Два года спустя, в 1817 году, шах Халилуллах был убит в Йезде во время конфликта между некоторыми из его последователей и местными лавочниками. Ему наследовал его старший сын Хасан Али-шах, также известный как Мухаммад Хасан, ставший 46-м имамом.
В то время как Халилуллах проживал в Йезде, его земельными владениями в Кахаке управлял его зять Имани-хан Фарахани, муж его дочери шах Биби. После смерти Халилуллаха между Имани-хан Фарахани и местными низаритами (последователями имама Халилуллаха) возник конфликт, в результате которого вдова Халилуллаха и дети оказались без средств к существованию. Молодой имам и его мать переехали в Кум, но их финансовое положение ухудшилось. Вдова решила обратиться в Каджарский суд в Тегеране, чтобы добиться справедливости в связи со смертью своего мужа, и в конечном итоге добилась успеха. Те, кто был причастен к убийству шаха Халилуллаха были наказаны. Мало того, каджарский шах Фетх Али-шах выдал свою собственную дочь, принцессу Сарв-и-Джахан Ханум, замуж за молодого имама Хасана Али-шаха и предоставил княжеское приданое в виде земельных владений в Мехеллате. Фатх Али-шах также назначил Хасана Али-шаха губернатором Кума и даровал ему почётное звание «Ага-хан». Так титул «Ага-хан» вошёл в семью. Хасан Али-шах стал известен как Ага-хан Мехеллати, и титул Ага-хана унаследовали его преемники. Мать Ага-хана I позже переехала в Индию, где она умерла в 1851 году. До смерти Фетх Али-шаха в 1834 году имам Хасан Али-шах наслаждался спокойной жизнью и пользовался большим уважением при каджарском дворе.

### Губернаторство Кермана
Вскоре после восшествия Мохаммед-шаха Каджара на престол своего деда, Фетх Али-шаха, имам Хасан Али-шах был назначен губернатором Кермана в 1835 году. В то время Керман удерживали мятежные сыновья Шуджи аль-Салтаны, претендента на каджарский трон. Этот район также часто подвергался набегам афганцев. Хасану Али-шаху удалось восстановить порядок в Кермане, а также в Баме и Нармашире, которые также удерживались мятежными группировками. Хасан Али-шах отправил отчёт о своих успехах в Тегеран, но не получил никакой материальной оценки за свои достижения. Несмотря на службу, которую он оказал Каджарскому правительству, Хасан Али-шах был уволен с поста губернатора Кермана в 1837 году, менее чем через два года после своего прибытия туда, и был заменён Фирузом Мирзой Нусратом ад-Даулой, младшим братом Мохаммед-шаха Каджара. Отказавшись принять своё увольнение, Хасан Али-шах отступил со своими войсками в цитадель в Баме. Вместе со своими двумя братьями он готовился противостоять правительственным силам, которые были направлены против него. Он был осаждён в Баме около четырнадцати месяцев. Когда стало ясно, что продолжать сопротивление бесполезно, Хасан Али-шах послал одного из своих братьев в Шираз, чтобы поговорить с губернатором Фарса, чтобы тот вмешался от его имени и организовал безопасный выезд из Кермана. Благодаря заступничеству губернатора Хасан Али-шах сдался и вышел из цитадели Бама только для того, чтобы быть обманутым. Он был схвачен, а его имущество разграблено правительственными войсками. Хасан Али-шах и его иждивенцы были отправлены в Керман и оставались там в качестве заключенных в течение восьми месяцев. В конце концов ему разрешили поехать в Тегеран ближе к концу 1838-39 годов, где он смог представить своё дело шаху. Шах помиловал его при условии, что он мирно вернётся в Мехеллат. Хасан Али-шах оставался в Мехеллате около двух лет. Ему удалось собрать армию в Мехеллате, что встревожило Мохаммед-шаха, который отправился в Делиджан близ Мехеллата, чтобы выяснить правдивость сообщений о Хасан Али-шахе. Хасан Али-шах в то время был на охоте, но он послал гонца просить разрешения монарха отправиться в Мекку для совершения хаджа. Разрешение было дано, и мать Хасана Али-шаха и несколько родственников были отправлены в эн-Наджаф и другие священные города Ирака, в которых находятся святыни его предков, шиитских имамов.
Прежде чем покинуть Мехеллат, Хасан Али-шах снабдил себя письмами о назначении его губернатором Кермана. В сопровождении своих братьев, племянников и других родственников, а также многих последователей он отправился в Йезд, где намеревался встретиться с некоторыми из своих местных последователей. Хасан Али-шах отправил документы, восстанавливающие его в должности губернатора Кермана, Бахману Мирзе Баха ад-Дауле, губернатору Йезда. Бахман Мирза предложил Хасану Али-шаху жильё в городе, но Хасан Али-шах отказался, указав, что он хотел бы навестить своих последователей, живущих в окрестностях Йезда. Хаджи Мирза Акаси послал гонца к Бахману Мирзе, чтобы сообщить ему о фальсификации документов Хасан Али-шаха, и между Бахманом Мирзой и Хасан Али-шахом разразилась битва, в которой Бахман Мирза потерпел поражение. Другие незначительные сражения были выиграны Хасан Али-шахом до того, как он прибыл в Шахре-Бабек, который он намеревался использовать в качестве своей базы для захвата Кермана. На момент его прибытия в Шахри-Бабек формальный местный губернатор был вовлечён в кампанию по изгнанию афганцев из цитадели города, и Хасан Али-шах присоединился к нему, заставив афганцев сдаться.
Вскоре после марта 1841 года Хасан Али-шах отправился в Керман. Ему удалось разгромить правительственные силы, состоявшие из 4000 человек, близ Даштаба, и он продолжал одерживать ряд побед, прежде чем на некоторое время остановиться в Баме. Вскоре правительственные силы численностью 24 000 человек вынудили Хасана Али-шаха бежать из Бама в Риган на границе Белуджистана, где он потерпел решающее поражение. Хасан Али-шах решил бежать в Афганистан в сопровождении своих братьев и множества солдат и слуг.

### Афганистан
Бежав из Ирана, Хасан Али-шах прибыл в Кандагар, Афганистан, в 1841 году — город, оккупированный англо-индийской армией в 1839 году во время Первой англо-афганской войны. Между Хасаном Али-шахом и англичанами сложились тесные отношения, которые совпали с последними годами Первой англо-афганской войны. После своего прибытия Хасан Али-шах написал сэру Уильяму Макнахтену, обсуждая свои планы по захвату Герата и управлению им от имени британцев. Хотя предложение, казалось, было одобрено, планы британцев были сорваны восстанием сына Дост Мухаммеда Мухаммада Акбар-хана, разгромивший и уничтоживший британско-индийский гарнизон в Гандамаке при отступлении из Кабула в январе 1842 года.

### Синд
Хасан Али-шах вскоре отправился в Синд, где оказал дальнейшие услуги англичанам. Британцы смогли аннексировать Синд, и за свои заслуги Хасан Али-шах получал ежегодную пенсию в размере 2000 фунтов стерлингов от генерала Чарльза Джеймса Нейпира, британского завоевателя Синда, с которым у него были хорошие отношения.

### Бомбей
В октябре 1844 года Хасан Али-шах покинул Синд и отправился в город Бомбей в Бомбейском президентстве Британской Индии, проехав через Кач и Катхиявар, где он провёл некоторое время, посещая общины своих последователей в этом районе. После прибытия в Бомбей в феврале 1846 года персидское правительство потребовало его экстрадиции из Индии. Британцы отказались и согласились только перенести резиденцию Хасан Али-шаха в Калькутту, где ему было бы труднее начать новые атаки против персидского правительства. Британцы также вели переговоры о безопасном возвращении Хасан Али-шаха в Персию, что соответствовало его собственному желанию. Правительство согласилось на возвращение Хасана Али-шаха при условии, что он не будет проезжать через Белуджистан и Керман и что он должен мирно поселиться в Мехеллате. В конце концов Хасан Али-шах был вынужден уехать в Калькутту в апреле 1847 года, где он оставался до тех пор, пока не получил известие о смерти Мохаммед-шаха Каджара. Хасан Али-шах уехал в Бомбей, и англичане попытались получить разрешение на его возвращение в Персию. Хотя некоторые из его земель были возвращены под контроль его родственников, его безопасное возвращение организовать не удалось, и Хасан Али-шах был вынужден остаться постоянным жителем Индии. Находясь в Индии, Хасан Али-шах продолжал свои тесные отношения с британцами, и его даже посетил принц Уэльский (будущий король Эдуард VII), когда он находился с государственным визитом в Индии. Британцы стали обращаться к Хасану Али-шаху «Его высочество». Хасан Али-шах получил защиту от британского правительства в Британской Индии как духовный глава важной мусульманской общины.

### Последние годы
Последние годы жизни Хасан Али-шах провёл в Бомбее, время от времени посещая Пуну. Поддерживая традиции иранской знати, к которой он принадлежал, он содержал отличные конюшни и стал хорошо известной фигурой на бомбейском ипподроме. Хасан Али-шах умер после шестидесятичетырехлетнего имамата в апреле 1881 года. Он был похоронен в специально построенном святилище в Хасанабаде в районе Мазагаон в Бомбее. У него остались трое сыновей и пять дочерей. Хасана Али-шаха сменил на посту имама его старший сын Ага Али-шах, ставший Ага-ханом II.